# Desiree Burch
Desiree Leia Burch (født 26. januar 1979) er en amerikansk komiker og tv-vært. Hun blev født i Diamond Bar, Californien, men har også boet i New York, Streatham og Peckham. I dag bor hun i London med sin engelske kæreste. I 2015 vandt hun Funny Women Awards. Før sit arbejde som komiker, gik Burch på Yale University, hvor hun fik en grad i teater og arbejdede som dominatrix.
Burch er med i mange tv-serier, som Live at the Apollo, Have I Got News for You, QI, The Mash Report, The Russell Howard Hour, The Fake News Show, Chris Ramsey's Stand Up Central, Frankie Boyle's New World Order, Mock the Week, American Autopsy, Richard Osmans House of Games og Too Hot to Handle på Netflix.